# Tréveneuc
Tréveneuc település Franciaországban, Côtes-d’Armor megyében. Lakosainak száma 813 fő (2022. január 1.). Tréveneuc Plourhan, Plouha és Saint-Quay-Portrieux községekkel határos.

## Népesség
A település népessége az elmúlt években az alábbi módon változott:
| Lakosok száma | 546  | 599  | 607  | 737  | 773  | 775  | 794  | 797  | 798  | 813  |
|               | 1968 | 1982 | 1990 | 2006 | 2013 | 2015 | 2017 | 2019 | 2020 | 2022 |